# يوسف آصاف
يوسف آصاف (1276-1357ه‍/1859-1938م) محام ومترجم ومؤرخ وصحافي لبناني. أرَّخ نفسه في كتابه «دليل مصر» المطبوع في سنة 1890 إنه ولد في 15 أغسطس سنة 1859 في قرية الغيني من أعمال الفتوح بجبل لبنان. وتعلم اللغة السريانية والعربية على أساتذة مخصوصين حتى بلغ الثامنة فتوفي والده، وأدخلته والدته مدرسة «مار عبدا هرهريا» التي أنشأتها عائلته لتعليم أبناء الطائفة. فتلقى فيها العربية والسريانية والإيطالية واللاتينية والحساب والمنطق والفلسفة. ونظم وهو صغير الشعر في العربية والسريانية واللاتينية.
وفي سنة 1871 نال الشهادة من هذه المدرسة، وعُيِّن مدرسًا في مدينة عكا. وأتمَّ دروسه في الفلك والطبيعيات واللغة الفرنسوية، وقرأ «الدر المختار» على الأستاذ الشيخ مصطفى محمد السمطي. ولم يلبث في عكا طويلًا حتى تعرف إلى شريف إسباني اسمه كارلوس دي ماريا، فصحبه إلى روما، ودخل إحدى مدارسها للتخصص في اللغة اللاتينية والتاريخ والقوانين الرومانية والفلسفة. وترجم وهو في روما إلى اللغة العربية كتابًا في الفلسفة لأنطونانشي، وقطعًا لتيتوس ليفوس وشيشرون وفرجيل وهوميروس وديوجانس. ثم سافر في سنة 1878 إلى تركيا للدخول إلى مدرسة الطب في إستامبول، ولكنه غادرها بعد أشهر لمناسبة قيام الحرب الروسية العثمانية، وقدم إلى مصر فاستُخدم مترجمًا في الإسكندرية. وتنقل بين دمياط والزقازيق مدرسًا ومترجمًا، واشتغل في المحكمة المختلطة بالمنصورة. وكان في أيام الثورة العربية وكيلًا للبوستة في مجلة أبي علي، ولم ينجِه من الموت إلا صديقه الشيخ عبد الرحمن الفار.
وبدأ عمله في الصحافة سنة 1886، فاشترى مطبعة المحروسة وجريدتها. وفي السنة التالية اشترك مع سليم فارس في جريدة «القاهرة» الحرة ومطبعتها. ثم أنشأ المطبعة العمومية (في سنة 1888)، ولا تزال قائمة إلى الآن على ناصية شارعي الساحة وعبد العزيز أمام محل «أورزدي باك، عمر أفندي». وفي سنة 1890 أنشأ جريدة المحاكم، وأدرج اسمه في جدول المحامين أمام المحاكم الأهلية بعد أن أدى الامتحان وفاز فيه بتفوق. وكانت المطبعة تطبع الكتب والجرائد والمجلات، ويوسف آصاف يترافع أمام المحاكم ويقدم المذكرات، ويدير جريدة المحاكم ويحررها، ويؤلف ويترجم الكتب.

## السيرة
يوسف بن همام آصاف من مواليد عام 1859م، ويسمى في بعض المصادر (عزتلو يوسف بك آصاف) كما في كتابه تاريخ سلاطين بني عثمان،  ولد في قرية الغيني من أعمال الفتوح بجبل لبنان. تعلم في مدرسة مار عبده بلبنان التي أنشأتها عائلته لتعليم أبناء الطائفة، وبعد تخرجه عين مدرساً في عكا. وقد قرأ شيئاً من علم الفلك والطبيعيات واحسن اللغة الفرنسية، وبعدها رحل إلى إيطاليا ثم تركيا حتى أستقر في مصر، فعمل مترجماً بالإسكندرية، واتجه إلى الصحافة فاشترى جريدة المحروسة،  ومطبعتها عام 1876م،  وهناك ضبابية حول تاريخ تأسيس جريدة المحروسة حيث تذكر بعض المصادر ان هذه الجريدة كان قد أسسها سليم النقاش في الأسكندرية عام 1880م. وقام آصاف بانشاء المطبعة العمومية في القاهرة عام 1888م. ثم أدى امتحان المحاماة عام 1890م، واصبح محامياً في المحاكم الأهلية. ثم أنشأ جريدة المحاكم عام 1938م.

## وفاته
توفي الحقوقي والمؤرخ والمترجم والصحافي يوسف آصاف في وطنه الأم لبنان وذلك عام 1938م.

## آثاره
- كتاب تاريخ 1887م.[9]
- دليل مصر(المطبعة العمومية، مصر، 1889م).[10]
- دليل مصر لعامي 1890و 1891.[11]
- كتاب مرآة المجلة وهي شرح القوانين الشرعية والأحكام العدلية.[12]
- أصول النواميس والشرائع لمونتسكيو (ترجمه عن الفرنسية).
- تاريخ العائلة المحمدية.
- روضة الإنشاء.
- شرح القانون المدني المصري.
- الطواف حول الأرض في ثمانين يوماً (ترجمه عن الفرنسية).
- استقلال لبنان في التاريخ (رسالة).
- أماني لبنان (صغير).
- مركز لبنان السياسي.
- التعديلات القانونية.
- شرح قانون تحقيق الجنايات المصري الأهلي.
- تاريخ سلاطين آل عثمان.[13]